# Lomas de Arena, Puebla
Lomas de Arena är en ort i Mexiko.   Den ligger i kommunen Hueytamalco och delstaten Puebla, i den sydöstra delen av landet, 210 km öster om huvudstaden Mexico City. Lomas de Arena ligger 268 meter över havet och antalet invånare är 268.
Terrängen runt Lomas de Arena är kuperad söderut, men norrut är den platt. Runt Lomas de Arena är det ganska tätbefolkat, med 100 invånare per kvadratkilometer. Närmaste större samhälle är Tlapacoyan, 6,5 km söder om Lomas de Arena. I omgivningarna runt Lomas de Arena växer huvudsakligen savannskog.